# یواس‌اس گرامپوس (۱۸۲۱)
یواس‌اس گرامپوس (۱۸۲۱) (به انگلیسی: USS Grampus (1821)) یک کشتی بود که طول آن ۹۷ فوت (۳۰ متر) بود. این کشتی در سال ۱۸۲۱ ساخته شد.